# Rothschildia
Rothschildia — род чешуекрылых из семейства павлиноглазок и подсемейства Arsenurinae.

## Систематика
В состав рода входят:
- Rothschildia lebeau (Guérin-Méneville, 1868) — Мексика, Панама, Эквадор, Венесуэла и Техас (5 подвида)
- Rothschildia cincta (Tepper, 1883) — Нью-Мексико и Мексика (2 подвида)
- Rothschildia arethusa (Walker, 1855) — Колумбия и Бразилия (2 подвида)
- Rothschildia aricia (Walker, 1855) — Эквадор (2 подвида)
- Rothschildia erycina (Shaw, 1796) — Эквадор и река Амазонка (2 подвида)
- Rothschildia hesperus (Linnaeus, 1758) — Эквадор
- Rothschildia jacobaeae (Walker, 1855) (2 подвида)
- Rothschildia jorulla (Westwood, 1853) — Мексика (2 подвида)
- Rothschildia jorulloides (Dognin, 1895) — Эквадор (2 подвида)
- Rothschildia orizaba (Westwood, 1853) — от Мексики до Эквадора и Перу (3 подвида)
- Rothschildia roxana Schaus, 1905 — Мексика
- Rothschildia aurota (Cramer, 1775)
- Rothschildia speculifer (Walker, 1855) — Мексика, Никарагуа, Перу и Бразилия